# Music as a Weapon II
Music as a Weapon II ist das erste Livealbum der US-amerikanischen Metal-Band Disturbed. Es erschien am 24. Februar 2004 via Reprise Records.

## Entstehung
Nach der Veröffentlichung ihres zweiten Studioalbums Believe starteten Disturbed ihre Music as a Weapon II genannte Tournee durch Nordamerika mit den Vorgruppen Taproot, Chevelle und Unloco. Die Aufnahmen für das Livealbum fanden beim Konzert am 3. Mai 2003 im Aragon Ballroom in Chicago statt. Ungewöhnlich für ein Livealbum ist die Tatsache, dass hier nicht nur der Headliner Disturbed, sondern auch die drei Vorgruppen vertreten sind. So steuern Taproot drei Lieder und Chevelle und Unloco jeweils zwei Lieder zum Album bei. Der Titel der Tournee stammt aus einer Textzeile des Titels Droppin’ Plates von Disturbeds Debütalbum The Sickness. Das Album erschien auf CD und als CD/DVD-Paket, wobei die DVD Videoaufnahmen enthält und als Bonus das Musikvideo Liberate von Disturbed.
Disturbeds Lied Dehumanized war bis dato unveröffentlicht, ebenso wie die akustische Coverversion des Metallica-Liedes Fade to Black. Disturbed-Sänger David Draiman tritt beim Chevelle-Lied The Red als Gastsänger auf, während die Sänger der Bands Chevelle bzw. Unloco Pete Loeffler und Joey Duenas beim Disturbed-Lied Stupify auftreten. Music as a Weapon II war das letzte Disturbed-Album mit dem Bassisten Steve „Fuzz“ Kmak, der die Band später verließ und durch John Moyer ersetzt wurde. Darüber hinaus ist das Album die letzte Veröffentlichung der Band Unloco, die sich Ende 2003 auflöste.

## Titelliste

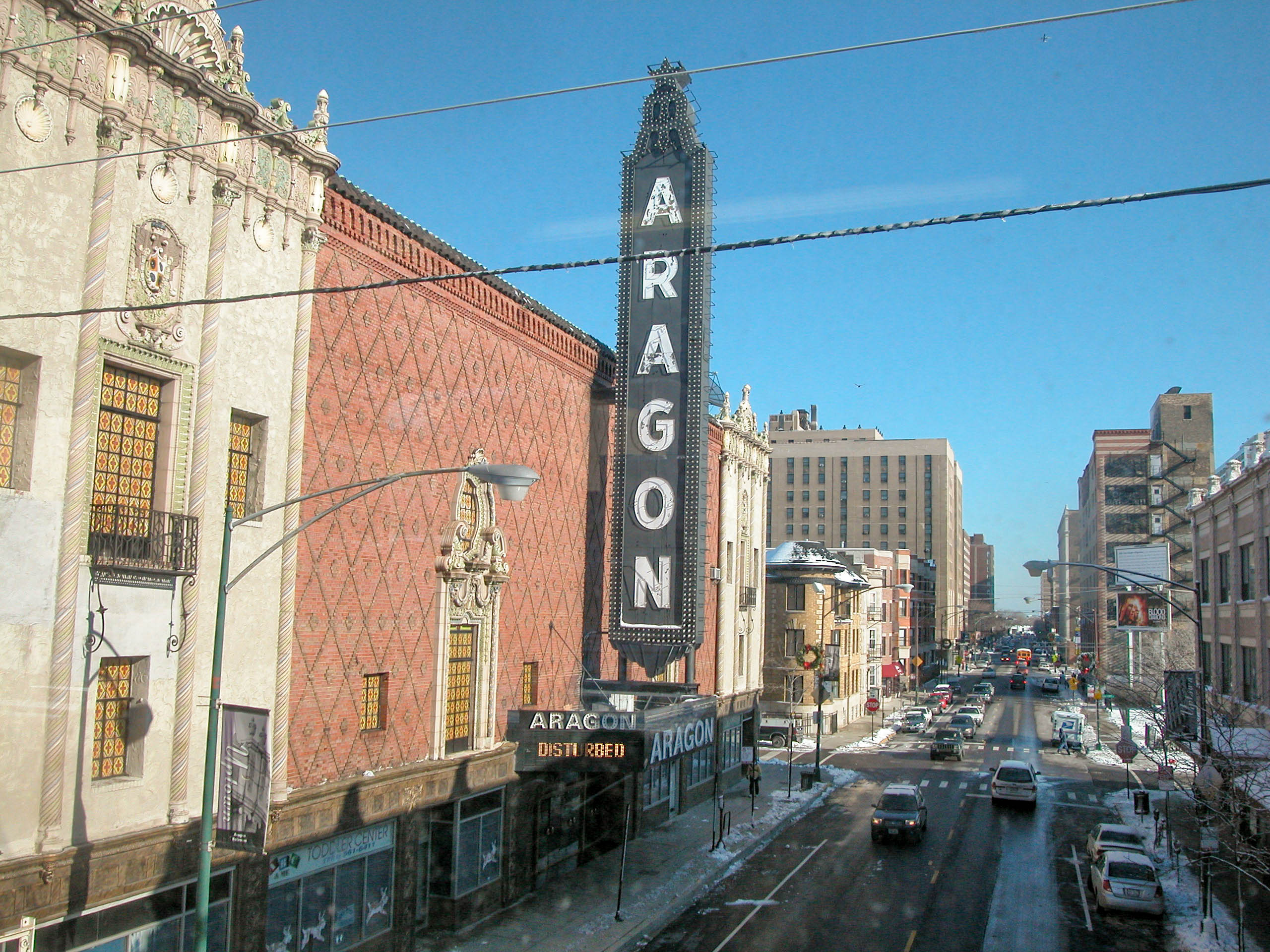
Der Aragon Ballroom in Chicago

| Nr. | Titel                                                | Band      | Länge |
| --- | ---------------------------------------------------- | --------- | ----- |
| 1   | Loading the Weapon (Instrumental)                    | Disturbed | 2:33  |
| 2   | Bound                                                | Disturbed | 3:54  |
| 3   | Myself                                               | Taproot   | 3:36  |
| 4   | Dehumanized                                          | Disturbed | 3:44  |
| 5   | Forfeit                                              | Chevelle  | 4:06  |
| 6   | Fade to Black (Coverversion; Original von Metallica) | Disturbed | 4:26  |
| 7   | Empty                                                | Unloco    | 4:03  |
| 8   | Sumtimes                                             | Taproot   | 4:42  |
| 9   | Darkness                                             | Disturbed | 4:02  |
| 10  | Bruises                                              | Unloco    | 2:50  |
| 11  | Prayer                                               | Disturbed | 3:49  |
| 12  | The Red (feat. David Draiman)                        | Chevelle  | 3:46  |
| 13  | Poem                                                 | Taproot   | 3:20  |
| 14  | Stupify (feat. Pete Loeffler & Joey Duenas)          | Disturbed | 4:28  |
| 15  | Liberate (Musikvideo, nur auf der DVD)               | Disturbed | 3:29  |

## Rezeption
Johnny Loftus vom Onlinemagazin AllMusic kritisierte die „seichte Soundqualität“ des Albums, die „einen Bärendienst für die vier beteiligten Bands darstellt“.

## Chartplatzierung
| ChartsChartplatzierungen       | Höchstplatzierung | Wochen |
| ------------------------------ | ----------------- | ------ |
| Vereinigte Staaten (Billboard) | 148 (1 Wo.)       | 1      |